# NGC 2397
NGC 2397 là một thiên hà xoắn ốc cổ điển, nằm trong chòm sao Phi Ngư. Nó cách Trái đất khoảng 60 triệu năm ánh sáng.  Hạt nhân bao gồm các ngôi sao màu vàng và đỏ có từ lâu đời; nhiều ngôi sao sau này đã hình thành bên trong các nhánh xoắn ốc màu xanh bên ngoài, cũng có các phần lồi ra của bụi.
John Herschel đã phát hiện ra thiên hà vào ngày 21 tháng 2 năm 1835. Vào tháng 3 năm 2006, một ngôi sao trong thiên hà, SN 2006bc, đã được phát hiện trong giai đoạn cuối của siêu tân tinh.  Các nhà thiên văn học tại Đại học Queen's Belfast, người đang nghiên cứu các siêu tân tinh để tìm hiểu loại sao nào phát nổ, đã làm việc thông qua những hình ảnh được chụp trước đó của thiên hà và tìm thấy một trong những khi ngôi sao phát nổ, một trong sáu ngôi sao chỉ được thu thập.